# Maximilian Oestreich
(Johann Georg) Maximilian Oestreich (* 25. Mai 1834 in Oberbimbach; † nach 1872 wahrscheinlich in Ashland, Pennsylvania, USA) war ein US-amerikanischer Orgelbauer deutscher Herkunft. Er wanderte 1855 mit seinem Stiefvater und einem Bruder in die USA aus.

## Familie
Maximilian (Max) war der zweite von vier Söhnen des Orgelbauers Adam Joseph Oestreich (1799–1843) aus dessen Ehe mit Margarete geb. Gärtner (1805–1857). Sein älterer Bruder Emil Michael (* 1832 in Oberbimbach; † 1857 ebenda) und der dritte Bruder, Maurus (* 15. Januar 1836 in Oberbimbach; † 13. August 1912 in St. Clair (Pennsylvania), USA), wurden ebenfalls Orgelbauer und waren somit Mitglieder der letzten der fünf Generationen von Orgelbauern der Familie Oestreich.
Max lernte, wie auch seine beiden Brüder, in der Werkstatt seines Vaters in Oberbimbach. Nach dem Tod seines Vaters heiratete dessen jüngerer Bruder Augustin Oestreich (1807–nach 1855) 1844 dessen Witwe Margarete und kümmerte sich somit um deren Kinder Monika (* 1829), Emil Michael, Maximilian, Maurus, Mathilde (* 1838) und Damian (1843–1913). 1855 wanderten Augustin, Maximilian und Maurus in die USA aus. Sie ließen sich dort in dem 1850 gegründeten und 1857 inkorporierten Ort Ashland in Pennsylvania nieder und betrieben eine Orgel- und Holzbauwerkstatt im benachbarten Pottsville.

## Wirken
Während Maurus, der nun auch Morris oder Maurice genannt wurde, während des Amerikanischen Bürgerkriegs als Freiwilliger im 96th Pennsylvania Infantry Regiment diente und danach im Pottsville benachbarten St. Clair seine eigene Orgel- und Holzbauwerkstatt betrieb, blieb Max in Ashland, heiratete die aus Bayern stammende Margaret Oberlies und übernahm die von seinem Stiefvater begründete Werkstatt in Pottsville: „Oestreich & Brother Organ & Melodion Manufactory, Pottsville, Pa., Max Oestreich, proprietor.“ Hergestellt wurden Orgeln, Tischler- und Holzbauarbeiten.
Bisher ist von seinen Orgeln nur die 1872 fertiggestellte Orgel in der katholischen St. John Baptist Church in Pottsville sicher bekannt. Wahrscheinlich war es aber ebenfalls Max, vielleicht aber auch noch sein Stiefvater Augustin, der die Orgel in der ersten, 1838–1842 erbauten und Ende der 1870er Jahre durch einen 1880 eingeweihten Neubau ersetzten First Presbyterian Church in Pottsville herstellte.